# Suite no 2 d'Enesco
 (mars 2024).
Si vous disposez d'ouvrages ou d'articles de référence ou si vous connaissez des sites web de qualité traitant du thème abordé ici, merci de compléter l'article en donnant les références utiles à sa vérifiabilité et en les liant à la section « Notes et références ».
La Suite no 2, op. 10, pour piano op. 10 est la deuxième suite pour piano composée par Georges Enesco en entre 1901 et 1903. Elle a été publiée en 1904 et est dédiée à Louis Diémer. Elle a été créée par le compositeur lui-même en 1903 à Paris.
La Toccata a été écrite dès 1901 et complété en 1903 par trois autres mouvements pour être présentée à un concours de composition de cette année. Le jury comprenait notamment Claude Debussy et Vincent d'Indy. L'œuvre reçut le premier prix. C'est une composition où affleure encore un néo-classicisme dans le style français et le musicien reconnait lui-même l'influence de Claude Debussy. Le folklore roumain n'en est pourtant pas absent, bien que très discret.

## Structure
L'œuvre est composée de quatre pièces :
- Toccata
- Sarabande
- Pavane
- Bourrée

Son exécution demande environ vingt minutes